# Municipio de Thomas (Míchigan)
El municipio de Thomas (en inglés: Thomas Township) es un municipio ubicado en el condado de Saginaw en el estado estadounidense de Míchigan. En el año 2010 tenía una población de 11985 habitantes y una densidad poblacional de 145,4 personas por km².

## Geografía
El municipio de Thomas se encuentra ubicado en las coordenadas 43°26′1″N 84°6′58″O / 43.43361, -84.11611. Según la Oficina del Censo de los Estados Unidos, el municipio tiene una superficie total de 82.43 km², de la cual 79.28 km² corresponden a tierra firme y (3.82%) 3.15 km² es agua.

## Demografía
Según el censo de 2010, había 11985 personas residiendo en el municipio de Thomas. La densidad de población era de 145,4 hab./km². De los 11985 habitantes, el municipio de Thomas estaba compuesto por el 95.78% blancos, el 1.08% eran afroamericanos, el 0.23% eran amerindios, el 1.13% eran asiáticos, el 0.03% eran isleños del Pacífico, el 0.65% eran de otras razas y el 1.1% pertenecían a dos o más razas. Del total de la población el 3.54% eran hispanos o latinos de cualquier raza.